# إيرني بيك
إيرني بيك (بالإنجليزية: Ernie Beck)‏ مواليد 11 ديسمبر 1931 في فيلادلفيا، هو لاعب كرة سلة أمريكي. بدأ مسيرته الاحترافية في سنة 1953. اختير من قبل فريق غولدن ستايت ووريورز خلال الدرافت. بلغ طوله 6 قدم 4 بوصة (1.9 م). اعتزل اللعب في 1964. فاز بلقب دوري إن بي إيه. أحرز خلال مسيرته في الإن بي إيه 2325 نقطة بمعدل 6.3 نقاط في المباراة الواحدة.

## المسيرة الاحترافية
لعب مع غولدن ستايت ووريورز من سنة 1953 إلى 1960، ثم لعب مع أتلانتا هوكس في موسم 1960–61 ، ثم لعب مع فيلادلفيا سفنتي سيكسرز في سنة 1961.

## روابط خارجية
- إيرني بيك على موقع إن بي أي (الإنجليزية)
- إيرني بيك على موقع سبورتس رفرنس (الإنجليزية)
- إيرني بيك على موقع كلية كرة السلة في سبورتس رفرنس.كوم (الإنجليزية)
- إيرني بيك على موقع ريلجم (الإنجليزية)
- إيرني بيك على موقع بروبوليرز (الإنجليزية)